# Hyloscirtus simmonsi
Hyloscirtus simmonsi är en groddjursart som först beskrevs av William Edward Duellman 1989.  Hyloscirtus simmonsi ingår i släktet Hyloscirtus och familjen lövgrodor. IUCN kategoriserar arten globalt som starkt hotad. Inga underarter finns listade i Catalogue of Life.